# فقه السيرة (البوطي)
كتاب فقه السيرة النبوية، كتاب في السيرة النبوية من تأليف محمد سعيد رمضان البوطي، مع ملحق وموجز لتاريخ الخلافة الراشدة.

## محتوى الكتاب
يتناول الكتاب السيرة النبوية مع موجز لتاريخ الخلافة الراشدة، ويبدأ بمقدمات عن أهمية السيرة في فهم الإسلام وكيف تطورت دراستها وكيف يجب أن نفهمها، ثم المنهج العلمي في رواية السيرة النبوية، ثم ينتقل إلى ذكر سيرة النبي محمد ﷺ من الميلاد إلى الممات، ومن ثم يتناول الحديث عن الخلافة الراشدة، ويتحدث عن أهم الأحداث التي جرت في عهد كل خليفة.